# استهداف المدنيين في الغزو الروسي على أوكرانيا
نفذ الجيش الروسي، أثناء الغزو الروسي لأوكرانيا، هجمات متعمدة ضد أهداف مدنية وكذلك هجمات عشوائية في مناطق مكتظة بالسكان. تقول بعثة الأمم المتحدة لمراقبة حقوق الإنسان في أوكرانيا أن الجيش الروسي عرّض السكان المدنيين لضرر غير مبرر وغير متناسب باستخدام القنابل العنقودية وبإطلاق أسلحة أخرى ذات تأثيرات واسعة النطاق على المناطق المدنية كالصواريخ وقذائف المدفعية الثقيلة والصواريخ متعددة الإطلاق. أسفرت الهجمات، اعتبارًا من عام 2024، عن مقتل ما يقدر بين 11,000 إلى 40,000 مدنيًا بحسب ما وثقته الأمم المتحدة. أفادت الأمم المتحدة، في 22 أبريل 2022، أنه من بين 2,343 ضحية من المدنيين تمكنت من توثيقها، يمكن التأكيد 92.3% من هذه الوفيات كانت نتيجة للأعمال العسكرية للقوات المسلحة الروسية.
أفادت المفوضة السامية للأمم المتحدة لحقوق الإنسان، ميشال باشليت، في 5 يوليو 2022، بأن معظم الخسائر في صفوف المدنيين التي وثقها مكتبها كانت ناجمة عن استخدام الجيش الروسي للأسلحة المتفجرة ذات الآثار واسعة النطاق في المناطق المأهولة بالسكان، واصفة ذلك بأنه «أمر لا جدال فيه». بحلول 30 يونيو 2023، قدرت المفوضية السامية لحقوق الإنسان بالأمم المتحدة أن 90.5% من إجمالي وفيات المدنيين كانت ناجمة عن مثل هذا الهجوم العشوائي، وأن 84.2% من الوفيات جرى تسجيلها في الأراضي التي تسيطر عليها أوكرانيا. قدرت صحيفة إل باييس الإسبانية أنه بحلول مارس 2023، كانت القوات الروسية تطلق ما بين 600 ألف و1.8 مليون قذيفة شهريًا. أطلقت روسيا، بحلول فبراير 2024، ما لا يقل عن 12 مليون قذيفة مدفعية ضد أوكرانيا. كما أطلقت القوات الروسية، بحلول نهاية عام 2023، حوالي 7,400 صاروخ و3,900 غارة بطائرات بدون طيار من طراز «شاهد» ضد أوكرانيا وفقًا لمسؤولين عسكريين أوكرانيين.
لم تنجُ أي منطقة في أوكرانيا من الهجمات الروسية. حيث إنه وفقًا لتقديرات أوكرانية، فإن 3% فقط من الصواريخ والطائرات المُسيّرة والقنابل الروسية أصابت أهدافًا عسكرية، بينما أصابت 97% منها أهدافًا مدنية. قدّر برنامج الأمم المتحدة الإنمائي، بحلول يونيو 2023، أن 1.5 مليون منزل في أوكرانيا إما تضرر أو دُمر بشكل كامل في الحرب الروسية الأوكرانية. وعلى سبيل المقارنة، فإن ما يقرب من 2 مليون منزل في أوكرانيا قد تضرروا أو دُمروا خلال الحرب العالمية الثانية.
أثارت تقارير حول استخدام القنابل العنقودية المخاوف بشأن العدد الكبير من الضحايا المدنيين والخطر طويل الأمد للذخائر غير المنفجرة. وفقًا للمفوضية السامية لحقوق الإنسان بالأمم المتحدة، فإن القنابل العنقودية قد استُخدمت من قبل القوات المسلحة الروسية والقوات الانفصالية الموالية لروسيا، وبدرجة أقل، من قبل القوات المسلحة الأوكرانية. زعمت روسيا في العديد من الهجمات، أبرزها الهجوم الصاروخي على قرية هروزا، أن وجود أي قوات مسلحة في مكان ما يجعل هذا المكان «هدفًا مشروعًا»، وهو الأمر الذي انتقده العديد من خبراء القانون الدولي ودبلوماسيي الأمم المتحدة.

## قصف مدينة تشيرنيهيف
في الثالث من مارس 2022، وبعد الساعة 12:00 (التوقيت العالمي المنسق +2)، صُورت ست قنابل جوية غير موجهة وهي تسقط على منطقة سكنية في مدينة تشيرنيهيف. خلص التحليل الذي أجرته منظمة العفو الدولية إلى سقوط ثماني قنابل (على الأقل). دُمرت مدرستين (رقم 18 ورقم 21) و8 منازل خاصة في التقاطع بين شارعي فياتشيسلافا تشورنوفولا وكروهوفا (51.5001° شمالًا و31.2791° شرقًا)، كما تعرضت 7 منازل أخرى لأضرار بالغة في المنطقة المجاورة لطريق بيلوروسكي. سجلت خدمات الطوارئ المحلية مقتل 38 رجلًا و9 نساء (47 إجمالًا) جراء القصف وإصابة 18 شخصًا. صرحت منظمة العفو الدولية، بعد أن انتهى بحثها إلى عدم تواجد هدف عسكري مشروع في مكان قريب، بأن الهجوم يمكن أن يشكل جريمة حرب. لم تجد هيومن رايتس ووتش أي دليل على وجود «هدف [عسكري] مهم في التقاطع (موقع القصف) أو بالقرب منه وقت حدوث القصف ... ما يشير إلى أنه كان هجومًا عشوائيًا متعمدًا أو متهورًا». دعت هيومن رايتس ووتش إلى إجراء تحقيق من جانب المحكمة الجنائية الدولية ولجنة تقصي الحقائق التابعة للأمم المتحدة لتحديد ما إذا كانت ثمة جريمة حرب قد حدثت ومحاسبة المسؤولين عنها. شمل تحقيق هيومن رايتس ووتش مقابلات هاتفية مع ثلاثة شهود واثنين آخرين من سكان تشيرنيهيف، وتحليل 22 مقطع فيديو و12 صورة. صرح الشهود الذين قابلتهم هيومن رايتس ووتش أنهم لم يكونوا على علم بوجود أهداف أو عمليات عسكرية في الحي. ذكرت ماتيلدا بوغنر، رئيسة بعثة الأمم المتحدة لمراقبة حقوق الإنسان في أوكرانيا، أن القصف «ينتهك مبادئ التمييز والتناسب وقاعدة الاحتياطات الممكنة وحظر الهجمات العشوائية». عُثر على حفرة ناتجة عن قنبلة تزن 500 كجم. ومن المعروف أن قنابل فاب 500 قد استخدمت أثناء الغزو.
أدى هجوم روسي، في السادس عشر من مارس 2022، إلى مقتل 14 مدنيًا كانوا ينتظرون في طابور للحصول على الخبز في المدينة، وقد أعلن عن هذا الحدث حاكم منطقة تشيرنيهيف أوبلاست؛ فياتشيسلاف أناتوليوفيتش تشاوس، وسفارة الولايات المتحدة في كييف. وقع الحادث تقريبًا في الساعة 10:00 بالتوقيت العالمي. قُتل ضحايا الحادث إثر انفجار قذيفة مدفعيّة ثقيلة. كان هؤلاء المدنيون غير مسلحين، وقد نجا بعضهم من القصف؛ ونقلتهم شرطة تشيرنيهيف إلى المرافق الطبية لتلقي العلاج. كان من بين القتلى مواطنًا أمريكيًا. رفع مكتب المدعي العام الإقليمي في تشيرنيهيف، بعد أربع ساعات تقريبًا من الحادث، دعوى قضائية بشأن الهجوم. كما فتح فرع تشيرنيهيف أوبلاست التابع لجهاز الأمن الأوكراني تحقيقًا بشأن حادثة القصف.
قُتل سبعة مدنيين، في التاسع عشر من أغسطس 2023، في حوالي الساعة 11:30 صباح يوم السبت، ونُقل العشرات إلى المستشفيات، وأُصيب أكثر من 150 شخصًا بعد أن أطلقت القوات المسلحة الروسية صاروخ كروز ضرب مسرح تاراس شيفتشينكو للموسيقى والدراما في ساحة كراسنا بمركز المدينة. جرى تجهيز مفجر الرأس الحربي للصاروخ لينفجر في الهواء، لذا فإن جميع القتلى والأغلبية العظمى من المصابين كانوا من خارج مسرح الدراما. وبحسب القائم بأعمال عمدة المدينة، فإن المعرض العسكري الذي أُقيم في المبنى كان هو الهدف المحتمل. أشارت التقارير الأولية إلى مقتل خمسة أشخاص وإصابة 42 آخرين، من بينهم 11 طفلًا تقريبًا. كما ارتفعت التقديرات حول أعداد المصابين إلى 90 جريحًا، من بينهم 25 مصابًا في المستشفى، وستة قتلى بعد وفاة طفل في المستشفى يبلغ من العمر ست سنوات جراء الإصابة، ثم سبعة قتلى بعد العثور على جثة امرأة أخرى.